# Comando de Base Aérea 4/XIII
El Comando de Base Aérea 4/XIII (Flug-Hafen-Bereichs-Kommando 4/XIII) fue una unidad de la Luftwaffe durante la Segunda Guerra Mundial.

## Historia
Fue formado en abril de 1941 en Zamosc.

## Comandantes
- Teniente coronel Curt Estler – (1 de julio de 1941 – 13 de marzo de 1943)
- Coronel Ernst Brückner – (13 de marzo de 1943 – 18 de agosto de 1943)
- Coronel Martin Altermann – (18 de agosto de 1943 - ?)
- Coronel Eitel-Friedrich Roediger von Manteuffel – (? – 20 de marzo de 1944)
- Coronel Ludwig Hasslauer – (marzo de 1944 – 9 de enero de 1945)
- Coronel Adolf Averden – (9 de enero de 1945 - ?)

## Servicios
- abril de 1941 – julio de 1941: en Zamosc.
- julio de 1941 – agosto de 1941: en Dubno
- agosto de 1941 – septiembre de 1941: en Belaya Zerkov.
- septiembre de 1941 – abril de 1943: en Berditschew.
- mayo de 1943 – septiembre de 1943: en Kiev.
- septiembre de 1943 – febrero de 1944: en Proskurov.
- febrero de 1944 – agosto de 1944: en Buzău.
- diciembre de 1944 – abril de 1945: en Straubing.

## Orden de Batalla

### Unidades Subordinadas
- Comando de Aeródromo E (v) 202/VIII en Sehlele (abril de 1944 – agosto de 1944)
- Comando de Aeródromo E (o) 206/VIII en Buzău (abril de 1944 – agosto de 1944)
- Comando de Aeródromo E (o) 215/VIII en Mamaia-Land (abril de 1944 – agosto de 1944)
- Comando de Aeródromo E (o) 222/VIII en Călărași (abril de 1944 – agosto de 1944)